# 于俊波
俊波（1899年—1951年）字利泉，出生于北京，师从焦德海，相声演员。

## 生平
1899年，于俊波出生于北京，少年时代就在白纸坊印刷局做排字工人。
1923年，于俊波拜焦德海为师，和师傅一起在北京天桥魏家茶馆演出。
1925年，于俊波和郭启儒搭档合作演出。
1938年，于俊波与戴少甫在北京新罗天说相声。
1940年，于俊波与戴少甫在天津燕乐戏院说相声，但是戴少甫不久被青帮杀害，他也被青帮追杀，只得回北京。
1947年，于俊波随张寿臣、郭启儒去天津说相声，在小梨园和群英戏院演出，不久之后，于俊波返回北京。
1949年，于俊波带着弟子孙玉奎、郭全宝及儿子连仲、春早去天津人民茶社、赵家窑、山东济南晨光社等地方演出。
1950年，于俊波从济南返回北京，在北京相声改小组担任教师。
1951年，于俊波逝世。

## 作品
- 《八扇屏》
- 《戏迷药方》
- 《数来宝》
- 《打白朗》

## 弟子
- 白全福
- 孙玉奎
- 郭全宝